# Stade Lomanto Júnior
Le Stade Lomanto Júnior (en portugais : Estádio Lomanto Júnior), de son nom complet Stade municipal Lomanto Júnior (en portugais : Estádio Municipal Lomanto Júnior), et également surnommé le Lomantão, est un stade de football brésilien situé à Candeias, quartier de la ville de Vitória da Conquista, dans l'État de Bahia.
Le stade, doté de 11 538 places et inauguré en 1966, sert d'enceinte à domicile à l'équipe de football de l'Esporte Clube Primeiro Passo Vitória da Conquista.

## Histoire
Le stade ouvre ses portes en 1966. Il est inauguré le 5 novembre 1966 lors d'une rencontre entre une sélection locale composée de joueurs de la ville de Vitória da Conquista et une sélection de joueurs de la ville de Jequié.
Le record d'affluence au stade est de 15 728 spectateurs lors d'un match entre l'ECPP Vitória da Conquista et le Vitória le 31 janvier 2007.